# Bundesratswahl 1935
Am 11. Dezember 1935 fanden in der Schweiz die Gesamterneuerungswahlen des Bundesrates statt. Die beiden Kammern des neu gewählten Parlaments, die Vereinigte Bundesversammlung, wählten die Schweizer Regierung, den Bundesrat, für die von 1936 bis 1939 dauernde Amtszeit. Die Sitze wurden einzeln in der Reihenfolge des Amtsalters der Sitzinhaber bestellt. Da es keine Rücktritte aus dem Bundesrat gab, kam es zu keinen Ersatzwahlen.
Obschon es zu keinen Rücktritten kam, versuchten die Sozialdemokraten erfolglos bei allen Wiederwahlen einen Sitz zu erobern. Dies taten sie mit Henri Perret aus dem Kanton Neuenburg und Johannes Huber aus der Ostschweiz.

## Wahlen

### Erste Wahl (Sitz von Giuseppe Motta, KVP)

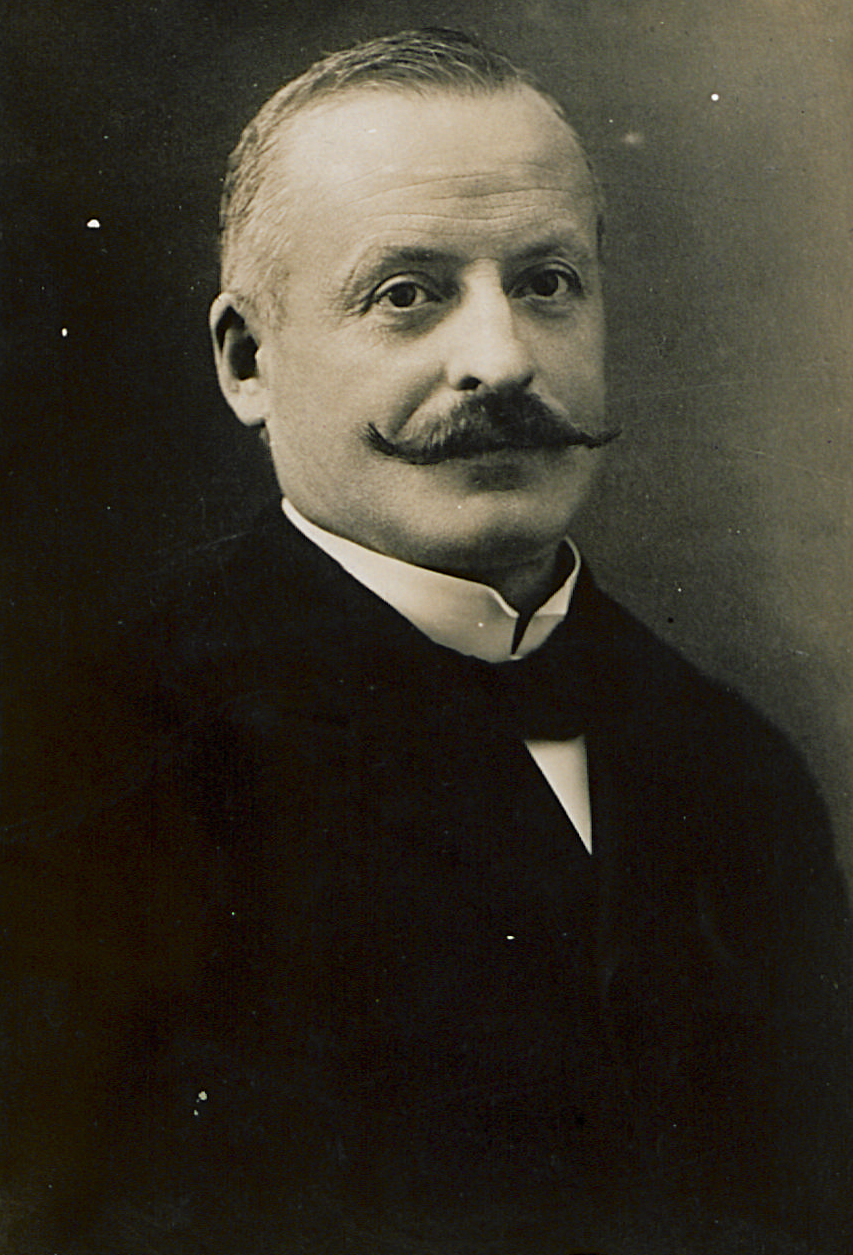
Giuseppe Motta (1916)

Giuseppe Motta (KVP) wurde am 14. Dezember 1911 in den Bundesrat gewählt. Er übernahm das Finanz- und Zolldepartement. 1920 wechselte er ins Politische Departement. Er stellte sich als amtsältester Bundesrat als erster zur Wahl.
|                         | 1. Wahlgang |
| ----------------------- | ----------- |
| ausgeteilte Wahlzettel  | 215         |
| eingegangene Wahlzettel | 215         |
| leer/ungültig           | 10/0        |
| gültig Total            | 205         |
| absolutes Mehr          | 103         |
| Giuseppe Motta          | 147         |
| Henri Perret            | 42          |
| Johannes Huber          | 7           |
| Verschiedene            | 9           |

### Zweite Wahl (Sitz von Marcel Pilet-Golaz, FDP)

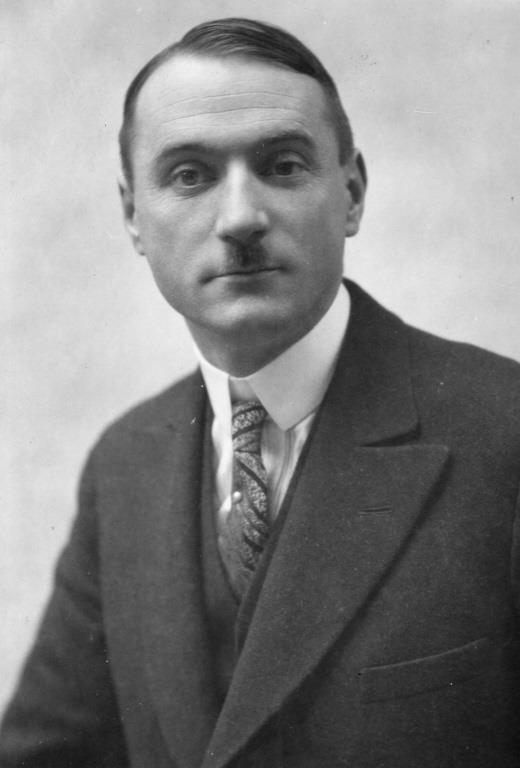
Bundesrat Marcel Pilet-Golaz, ca. 1929

Marcel Pilet-Golaz (FDP) wurde am 13. Dezember 1928 in den Bundesrat gewählt. Er war 1929 Vorsteher des Departements des Innern, von 1930 bis 1940 Vorsteher des Post- und Eisenbahndepartements und von 1940 bis 1944 Vorsteher des Politischen Departements.
|                         | 1. Wahlgang |
| ----------------------- | ----------- |
| ausgeteilte Wahlzettel  | 221         |
| eingegangene Wahlzettel | 211         |
| leer/ungültig           | 24/2        |
| gültig Total            | 185         |
| absolutes Mehr          | 93          |
| Marcel Pilet-Golaz      | 119         |
| Henri Perret            | 51          |
| Johannes Huber          | 4           |
| Verschiedene            | 11          |

### Dritte Wahl (Sitz von Rudolf Minger, BGB)

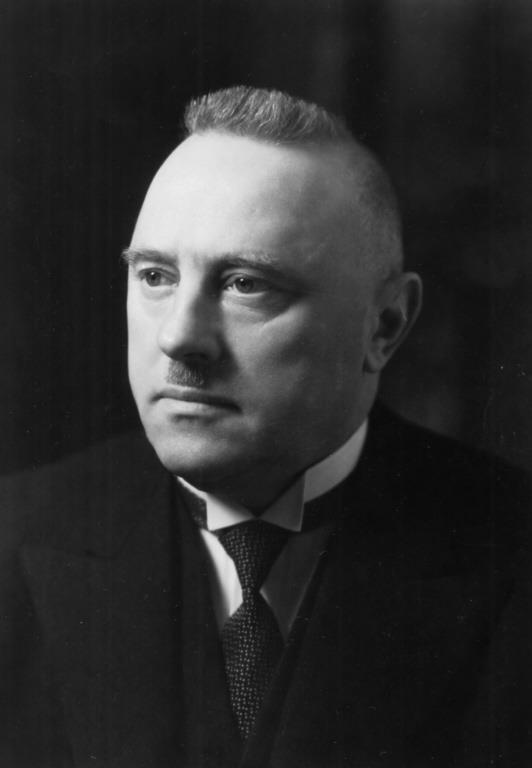
Rudolf Minger (ca. 1930)

Rudolf Minger (BGB) wurde am 12. Dezember 1929 in den Bundesrat gewählt. Er war danach von 1930 bis 1940 Vorsteher des Militärdepartements.
|                         | 1. Wahlgang |
| ----------------------- | ----------- |
| ausgeteilte Wahlzettel  | 223         |
| eingegangene Wahlzettel | 223         |
| leer/ungültig           | 20/1        |
| gültig Total            | 202         |
| absolutes Mehr          | 102         |
| Rudolf Minger           | 134         |
| Johannes Huber          | 47          |
| Verschiedene            | 21          |

### Vierte Wahl (Sitz von Albert Meyer, FDP)

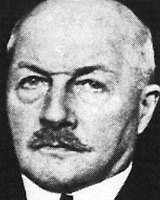
Albert Meyer

Albert Meyer (FDP) wurde am 12. Dezember 1929 in den Bundesrat gewählt. Er war von 1930 bis 1934 Vorsteher des Departements des Innern und von 1934 bis 1938 Vorsteher des Finanz- und Zolldepartements.
|                         | 1. Wahlgang |
| ----------------------- | ----------- |
| ausgeteilte Wahlzettel  | 220         |
| eingegangene Wahlzettel | 219         |
| leer/ungültig           | 14/1        |
| gültig Total            | 204         |
| absolutes Mehr          | 103         |
| Albert Meyer            | 148         |
| Johannes Huber          | 40          |
| Jean-Marie Musy         | 6           |
| Verschiedene            | 10          |

### Fünfte Wahl (Sitz von Johannes Baumann, FDP)

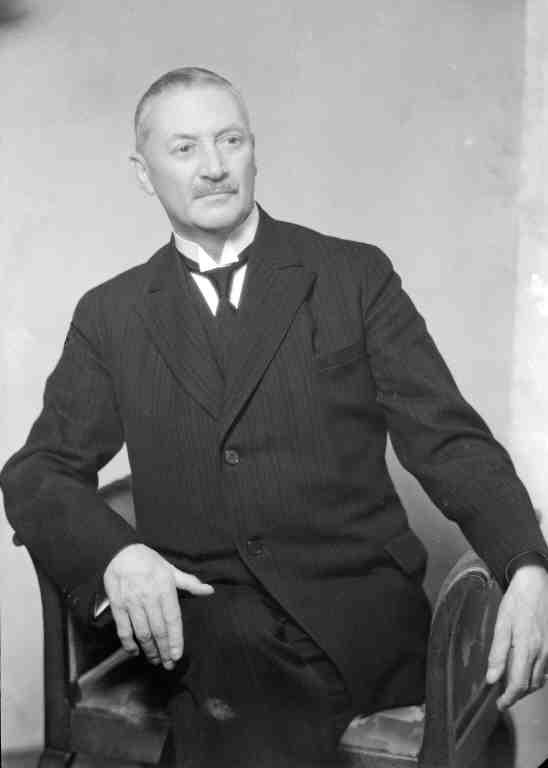
Baumann am Tag seiner Wahl in den Bundesrat

Johannes Baumann (FDP) wurde am 22. März 1934 in den Bundesrat gewählt. Er war von 1934 bis 1940 Vorsteher des Justiz- und Polizeidepartements.
|                         | 1. Wahlgang |
| ----------------------- | ----------- |
| ausgeteilte Wahlzettel  | 214         |
| eingegangene Wahlzettel | 211         |
| leer/ungültig           | 16/1        |
| gültig Total            | 194         |
| absolutes Mehr          | 98          |
| Johannes Baumann        | 139         |
| Johannes Huber          | 45          |
| Verschiedene            | 10          |

### Sechste Wahl (Sitz von Philipp Etter, SKVP)

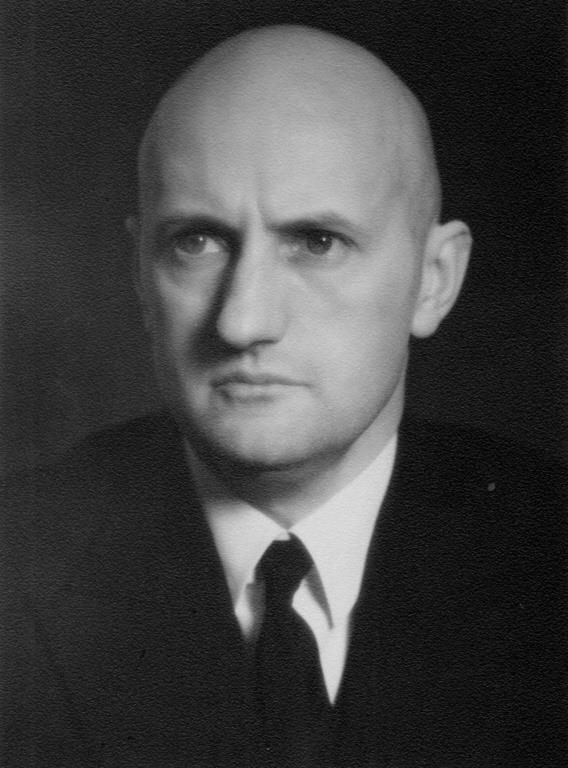
Philipp Etter (ca. 1930)

Philipp Etter (SKVP) wurde am 22. März 1934 in den Bundesrat gewählt. Er war von 1934 bis 1959 Vorsteher des Departements des Innern.
|                         | 1. Wahlgang |
| ----------------------- | ----------- |
| ausgeteilte Wahlzettel  | 216         |
| eingegangene Wahlzettel | 213         |
| leer/ungültig           | 19/0        |
| gültig Total            | 194         |
| absolutes Mehr          | 98          |
| Philipp Etter           | 124         |
| Johannes Huber          | 53          |
| Jean-Marie Musy         | 4           |
| Verschiedene            | 13          |

### Siebte Wahl (Sitz von Hermann Obrecht, FDP)

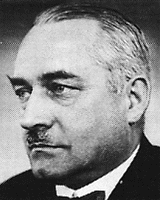
Hermann Obrecht

Hermann Obrecht (FDP) wurde am 4. April 1935 in den Bundesrat gewählt. Er war von 1935 bis 1940 Vorsteher des Volkswirtschaftsdepartements.
|                         | 1. Wahlgang |
| ----------------------- | ----------- |
| ausgeteilte Wahlzettel  | 207         |
| eingegangene Wahlzettel | 204         |
| leer/ungültig           | 15/0        |
| gültig Total            | 189         |
| absolutes Mehr          | 95          |
| Hermann Obrecht         | 131         |
| Johannes Huber          | 47          |
| Verschiedene            | 11          |

## Wahl des Bundeskanzlers

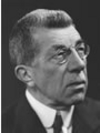
George Bovet

Der amtierende Bundeskanzler George Bovet (FDP) stellte sich zur Wiederwahl. Er wurde mit 144 Stimmen wiedergewählt.
|                         | 1. Wahlgang |
| ----------------------- | ----------- |
| ausgeteilte Wahlzettel  | 179         |
| eingegangene Wahlzettel | 173         |
| leer/ungültig           | 9/0         |
| gültig Total            | 164         |
| absolutes Mehr          | 83          |
| George Bovet            | 144         |
| Oskar Leimgruber        | 15          |
| Verschiedene            | 5           |

## Wahl des Bundespräsidenten
Albert Meyer (FDP) wurde mit 153 Stimmen zum Bundespräsidenten für das Jahr 1936 gewählt.
|                         | 1. Wahlgang |
| ----------------------- | ----------- |
| ausgeteilte Wahlzettel  | 198         |
| eingegangene Wahlzettel | 191         |
| leer/ungültig           | 22/3        |
| gültig Total            | 166         |
| absolutes Mehr          | 84          |
| Albert Meyer            | 153         |
| Verschiedene            | 13          |

## Wahl des Vizepräsidenten
Giuseppe Motta (KVP) wurde mit 159 Stimmen zum Vizepräsidenten gewählt.
|                         | 1. Wahlgang |
| ----------------------- | ----------- |
| ausgeteilte Wahlzettel  | 181         |
| eingegangene Wahlzettel | 178         |
| leer/ungültig           | 26/1        |
| gültig Total            | 151         |
| absolutes Mehr          | 76          |
| Giuseppe Motta          | 138         |
| Verschiedene            | 13          |